# Municipio de North Campbell No. 3A
North Campbell No. 3A Township es una subdivisión territorial del condado de Greene, Misuri, Estados Unidos. Según el censo de 2020, tiene una población de 2712 habitantes.
La subdivisión tiene un código censal Z1, que indica que no está en funcionamiento (non-functioning county subdivision).

## Geografía
Está ubicado en las coordenadas 37°16′5″N 93°19′41″O / 37.26806, -93.32806 (37.268151, -93.328055). Según la Oficina del Censo de los Estados Unidos, tiene una superficie total de 11.41 km², de la cual 11.38 km² corresponden a tierra firme y 0.03 km² es agua.

## Demografía
Según el censo de 2020, hay 2712 personas residiendo en la zona. La densidad de población es de 238.3 hab./km². El 84.44% de los habitantes son blancos, el 3.50% son afroamericanos, el 0.55% son amerindios, el 1.00% son asiáticos, el 0.26% son isleños del Pacífico, el 1.44% son de otras razas y el 8.81% son de una mezcla de razas. Del total de la población, el 3.36% son hispanos o latinos de cualquier raza.